# Cephonodes titan
Cephonodes titan is een vlinder uit de familie van de pijlstaarten (Sphingidae). De wetenschappelijke naam van de soort werd in 1899 gepubliceerd door Lionel Walter Rothschild.